# Canale di Faresina

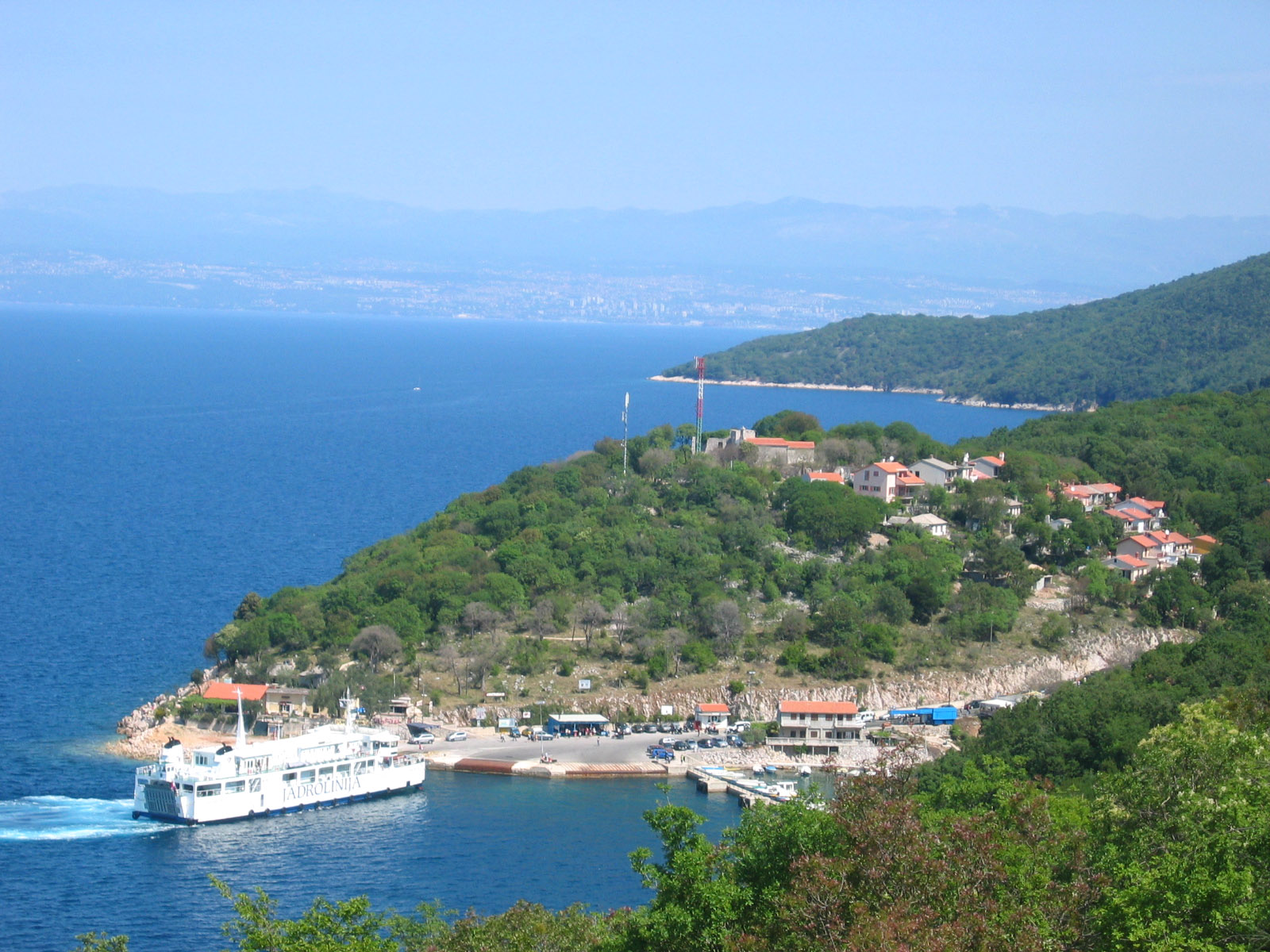
L'approdo di Faresina

Il canale di Faresina, di Farasina, della Faresina o della Grande Porta (in croato Vela Vrata) è un braccio di mare che separa la parte settentrionale dell'isola di Cherso (Cres) dalla costa orientale dell'Istria, in Croazia. Il canale, che ha una larghezza media di circa 4,5 km, è navigabile ed è attraversato dai traghetti di collegamento per Cherso, che partendo da punta Prestova o Prestava (rt Brestova), sulla costa istriana, approdano al villaggio di Faresina (Porozina).

## Storia
Il canale, nel febbraio del 1918, fu attraversato dai MAS protagonisti dell'azione militare cui partecipò anche Gabriele D'Annunzio, passata alla storia come la beffa di Buccari.

### Cartografia
- (HR) Mappa topografica della Croazia 1:25000, su preglednik.arkod.hr. URL consultato il 12 luglio 2017.
- Carta di cabottaggio del mare Adriatico[collegamento interrotto], foglio III, Milano, Istituto geografico militare, 1822-1824. URL consultato il 12 luglio 2017.